# Маље Возокани
Маље Возокани (слч. Malé Vozokany) насељено је мјесто са административним статусом сеоске општине (слч. obec) у округу Злате Моравце, у Њитранском крају, Словачка Република.

## Становништво
| Година:    | 1994. | 2004.   | 2014.    | 2024.    |
| ---------- | ----- | ------- | -------- | -------- |
| Број људи: | 308   | 325     | 272      | 359      |
| Разлика:   |       | +5,51 % | -16,30 % | +31,98 % |

| Година:    | 2023. | 2024. |
| ---------- | ----- | ----- |
| Број људи: | 359   | 359   |
| Разлика:   |       | +0 %  |

Према подацима о броју становника из 2011. године насеље је имало 291 становника.